# Jeffrey Feinstein
Pour les articles homonymes, voir Feinstein.
Jeffrey Samuel Feinstein (né le 29 janvier 1945 à Chicago) est un aviateur militaire américain.

## Biographie
Officier de carrière retraité de l'United States Air Force (USAF), il est officier des systèmes d'armes pendant la guerre du Viêt Nam. Dans un équipage composé d'un pilote et d'un officier comme lui, avec l'émergence des missiles air-air comme armes principales en combat aérien, il a, à bord de son McDonnell Douglas F-4 Phantom II, abattu cinq avions ennemis, devenant ainsi un as de l'aviation.
Il est le dernier des cinq aviateurs américains à devenir as pendant ce conflit et, à ce jour, le plus récent aviateur à atteindre ce statut dans les forces armées américaines.
Il participe également à la guerre du Golfe.